# Präsidentschaftswahl in Russland 2004
Die Präsidentschaftswahl in Russland 2004 fand am 14. März statt und stand ganz unter dem Zeichen und der Dominanz des amtierenden russischen Präsidenten Wladimir Putin.
Seine fünf Gegenkandidaten waren weitgehend unbekannt, so dass ein großer Sieg des Amtsinhabers erwartet wurde.
Die einzige Sorge der Machtinhaber war eine zu geringe Wahlbeteiligung, denn bei einer Quote von unter 50 % wäre die Wahl ungültig gewesen. Gegen Mittag teilte die Wahlleitung in Moskau mit, die Wahlbeteiligung sei bei gutem Wetter höher als bei der Parlamentswahl im Dezember 2003.
Für den Amtsinhaber stimmten laut dem vorläufigen amtlichen Endergebnis 71,2 Prozent der Wähler. Der von den Kommunisten aufgestellte Kandidat Nikolai Charitonow erhielt 15 Prozent. 4,1 Prozent der Wähler stimmten in einer Besonderheit des russischen Wahlrechts „gegen alle Kandidaten“.
In Tschetschenien stimmten unter massiven Sicherheitsvorkehrungen laut der Zentralen Wahlkommission 93 % der Wahlberechtigten für Putin, die Wahlbeteiligung betrug über 90 %.
Der oberste Wahlbeobachter der OSZE, Julian Peel Yates, kritisierte die Wahlen als nur bedingt demokratisch. Der Vorsitzende der OSZE-Beobachterkommission vermisste die „notwendigen Prinzipien für einen gesunden Wahlprozess“. Eine politische Auseinandersetzung im Vorfeld habe ebenso nicht stattgefunden; Putins Gegnern sei der Zugang zu Massenmedien massiv erschwert worden. Der damalige Außenminister der USA Colin Powell (Kabinett George W. Bush) äußerte sich besorgt über „das Maß an autoritärem Verhalten“ und sagte am Wahltag zur fehlenden Chancengleichheit der Kandidaten in den Medien, in demokratischer Hinsicht könne die Regierung „einen besseren Job machen“.
Zeitgleich mit dem Bekanntwerden des ersten Zwischenergebnisses um 19:30 Uhr geriet in Moskau die Manege neben dem Kreml in Brand. Zwei Feuerwehrleute starben durch ein einstürzendes Dach.

## Kandidaten

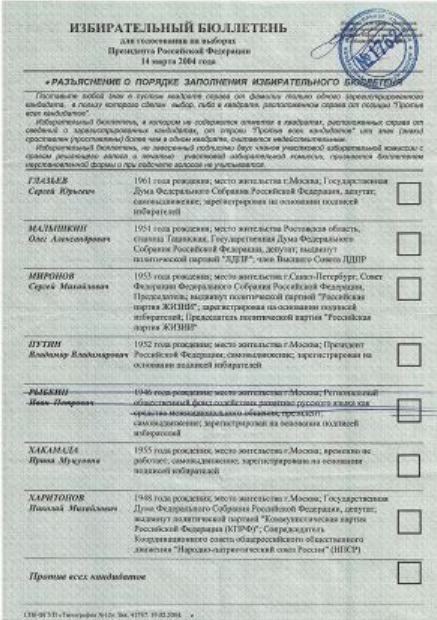
Stimmzettel

### Iwan Rybkin
Iwan Rybkin verschwand am 5. Februar 2004 unter mysteriösen Umständen, nachdem er die Tschetschenienpolitik Putins „Staatsverbrechen“ genannt hatte. 
Er zog seine Kandidatur am 5. März zurück.

### Nikolai Charitonow
Nikolai Charitonow kandidierte für die Kommunistische Partei der Russischen Föderation (KPdRF).
Sein zentrales politisches Ziel war die Wiederherstellung der Sowjetunion.

### Oleg Malyschkin
Kandidat der Liberal-Demokratischen Partei (LDPR).

### Sergei Glasjew
Sergei Glasjew trat als Kandidat des Wahlbündnisses Rodina an.

### Sergej Mironow
Sergei Mironow trat als Vorsitzender des Föderationsrates an und gehörte der Russischen Partei des Lebens an. Wiederholt nannte er seinen Wunsch für eine erneute und verlängerte Amtszeit Putins als Beweggrund seiner Kandidatur. Er rief wiederholt zur Wahl des amtierenden Präsidenten auf.

### Irina Chakamada
Union der Rechten Kräfte (SPS). Als wirtschaftsliberale Partei wird diese Partei von russischen Oligarchen unterstützt.

## Wahlergebnis
| Kandidaten                                                           | Kandidaten          | Parteien                                        | Stimmen     | %    |
| -------------------------------------------------------------------- | ------------------- | ----------------------------------------------- | ----------- | ---- |
|                                                                      | Wladimir Putin      | Parteilos                                       | 49.563.020  | 71,3 |
|                                                                      | Nikolai Charitonow  | Kommunistische Partei der Russischen Föderation | 9.514.224   | 13,7 |
|                                                                      | Sergei Glasjew      | Parteilos                                       | 2.850.330   | 4,1  |
|                                                                      | Irina Chakamada     | Parteilos                                       | 2.671.519   | 3,8  |
|                                                                      | Oleg Malyschkin     | LDPR                                            | 1.405.396   | 2,0  |
|                                                                      | Sergei Mironow      | Russische Partei des Lebens                     | 524.392     | 0,8  |
| Gegen alle                                                           | Gegen alle          | Gegen alle                                      | 2.396.550   | 3,4  |
| Ungültige Stimmen                                                    | Ungültige Stimmen   | Ungültige Stimmen                               | 578.847     | 0,8  |
| Gesamt                                                               | Gesamt              | Gesamt                                          | 69.504.278  | 100  |
|                                                                      |                     |                                                 |             |      |
| Gültige Stimmzettel                                                  | Gültige Stimmzettel | Gültige Stimmzettel                             | 68.925.431  | –    |
| Wähler                                                               | Wähler              | Wähler                                          | 69.504.278  | 64,3 |
| Wahlberechtigte                                                      | Wahlberechtigte     | Wahlberechtigte                                 | 108.064.281 |      |
|                                                                      |                     |                                                 |             |      |
| Quelle: Tsentral'naya izbiratel'naya komissiya Rossiyskoy Federatsii |                     |                                                 |             |      |